# تیمم

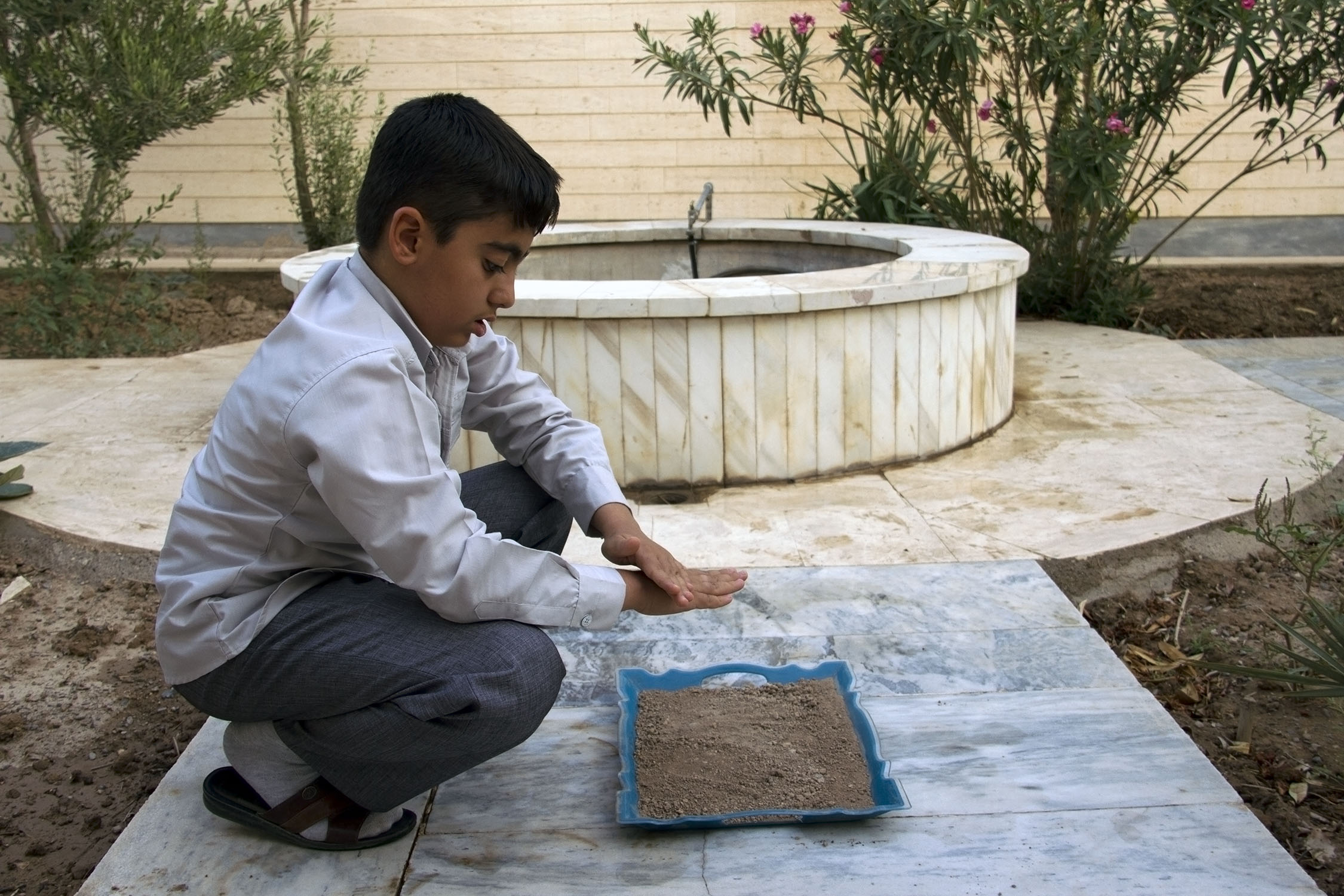
عکس کودکی در حال تیمم

تیمم به معنی قصد کردن است، ولی در شرع، قصد کردن به خاک پاک را می‌گویند که به جای وضو یا غسل و در نبودن آب می‌باشد.
دو آیه از قرآن (آیه ۶ سوره مائده و آیه ۴۳ سوره نسا) به تیمم اشاره شده‌است.

## شرایط تیمم
در هفت مورد باید به جای وضو یا غسل تیمم کرد:
1. پیدا نکردن آب
2. مشقت بیش از حد
3. ترس از ضرر
4. نیاز به آب برای حفظ جان
5. نیاز به آب برای تطهیر
6. نداشتن آب مباح
7. نداشتن وقت برای وضو یا غسل

## چیزهایی که تیمم بر آن‌ها صحیح است
تیمم به، خاک، ریگ، کلوخ و سنگ، اگر پاک باشند و همچنین به آجر، کوزه، سنگ گچ و سنگ آهک پاک قبل از پخته شدن، صحیح است.
تیمّم بر جواهرات مانند سنگ عقیق و فیروزه باطل است.

## طریقه تیمم
روش تیمم به شرح زیر می‌باشد:
- نیت کردن
- زدن تمام کف دو دست، با هم، بر چیزی که تیمم به آن صحیح است
- کشیدن کف هر دو دست به تمام پیشانی و دو طرف آن، از جایی که موی سر می‌روید تا ابروها و بالای بینی
- کشیدن کف دست چپ به تمام پشت دست راست و بعد از آن کشیدن کف دست راست به تمام پشت دست چپ

این روش برای تیمم بدل از غسل و وضو یکسان است.

## احکام
- اگر مختصری هم از پیشانی یا پشت دست‌ها را مسح نکند، تیمم باطل است، چه عمداً مسح نکند، یا مسئله را نداند، یا فراموش کرده باشد، ولی دقّت زیاد هم لازم نیست و همین‌قدر که بگویند تمام پیشانی و پشت دست‌ها مسح شده کافی است.[۷]
- هرگاه فردی جنب شود و وقت به مقداری که بتواند بدن و لباسش را تطهیر کند، یا لباس خود را عوض نماید نداشته باشد و به علت سردی هوا و مانند آن نتواند نماز خود را برهنه هم بخواند، باید نماز را با تیمم بدل از غسل جنابت با همان لباس نجس بخواند. این نماز مجزی (کافی) است و قضای آن بر او واجب نیست.[۳]
- اگر کسی در تنگی وقت، خوف آن را داشته باشد که در صورت غسل کردن یا وضو گرفتن، همه یا قسمتی از نمازش در خارج وقت واقع شود باید تیمم کند و نماز بخواند.[۳]
- هرگاه رطوبتی از انسان در حال خواب خارج شود و بعد از بیداری چیزی به یاد نیاورد، ولی لباس خود را مرطوب ببیند، اگر می‌داند که محتلم شده، جنب است و باید غسل کند و در صورت تنگی وقت باید بعد از تطهیر بدنش تیمم نموده و نماز بخواند و سپس در وسعت وقت غسل نماید، اما اگر نداند (شک در احتلام و جنابت داشته باشد) در این صورت، حکم جنابت بر آن جاری نمی‌شود.[۳]
- صحت تیمم بدل از غسل برای اعمالی که مشروط به طهارت نیست، مانند زیارت محل اشکال است، ولی انجام در صورت عدم امکان غسل به قصد رجا و مطلوبیت اشکال ندارد.[۳]